# Afrika-Cup 1988/Qualifikation
Insgesamt 36 Mannschaften meldeten sich zur Teilnahme am Afrika-Cup 1988, die ursprünglich in Sambia stattfinden sollte. Aber schon vor Beginn der Qualifikation wurde Marokko zum Ersatzausrichter. Die Qualifikation ging über drei K.o.-Runden. Sieben Mannschaften traten zur Qualifikation nicht an, Äthiopien zog sich während der Qualifikation zurück. Gastgeber Marokko und Titelverteidiger Ägypten waren von den Qualifikationsspielen befreit.

## Qualifikationsspiele

### Vorausscheidung
|                | Ergebnis |                                |
| -------------- | -------- | ------------------------------ |
| Tunesien       |          | Mali zurückgezogen             |
| Algerien       |          | Freilos                        |
| Libyen         |          | Freilos                        |
| Sambia         |          | Freilos                        |
| Kamerun        |          | Freilos                        |
| Malawi         |          | Freilos                        |
| Ruanda         |          | Lesotho zurückgezogen          |
| Elfenbeinküste |          | Freilos                        |
| Sudan          |          | Freilos                        |
| Nigeria        |          | Freilos                        |
| Togo           |          | Äquatorialguinea zurückgezogen |
| Ghana          |          | Freilos                        |
| Senegal        |          | Freilos                        |
| Zaire          |          | Freilos                        |
| Mosambik       |          | Freilos                        |
| Simbabwe       |          | Freilos                        |
| Kenia          |          | Freilos                        |
| Madagaskar     |          | Mauritius zurückgezogen        |

| Datum   |         | Ergebnis |         |
| ------- | ------- | -------- | ------- |
| 1986    | Uganda  | 5:0      | Somalia |
| 1986    | Somalia | 0:0      | Uganda  |
| Gesamt: | Uganda  | 5:0      | Somalia |

| Datum   |           | Ergebnis |                         |
| ------- | --------- | -------- | ----------------------- |
| 1986    | Äthiopien | 4:2      | Tansania                |
|         | Tansania  |          | Äthiopien zurückgezogen |
| Gesamt: | Äthiopien |          | Tansania                |

| Datum   |                              | Ergebnis |                              |
| ------- | ---------------------------- | -------- | ---------------------------- |
| 1986    | Zentralafrikanische Republik | 1:2      | Volksrepublik Kongo          |
| 1986    | Volksrepublik Kongo          | 5:1      | Zentralafrikanische Republik |
| Gesamt: | Zentralafrikanische Republik | 2:7      | Volksrepublik Kongo          |

| Datum   |              | Ergebnis |              |
| ------- | ------------ | -------- | ------------ |
| 1986    | Sierra Leone | 2:1      | Liberia      |
| 1986    | Liberia      | 1:1      | Sierra Leone |
| Gesamt: | Sierra Leone | 3:2      | Liberia      |

| Datum   |        | Ergebnis |        |
| ------- | ------ | -------- | ------ |
| 1986    | Guinea | 2:1      | Gambia |
| 1986    | Gambia | 0:1      | Guinea |
| Gesamt: | Guinea | 3:1      | Gambia |

| Datum   |        | Ergebnis        |        |
| ------- | ------ | --------------- | ------ |
| 1986    | Angola | 1:0             | Gabun  |
| 1986    | Gabun  | 1:0             | Angola |
| Gesamt: | Angola | 1:1 (5:3 i. E.) | Gabun  |

### Erste Hauptrunde
| Datum   |        | Ergebnis |                      |
| ------- | ------ | -------- | -------------------- |
| 1987    | Libyen |          | Sambia zurückgezogen |
| Gesamt: | Malawi |          | Ruanda zurückgezogen |

| Datum   |          | Ergebnis |          |
| ------- | -------- | -------- | -------- |
| 1987    | Algerien | 1:0      | Tunesien |
| 1987    | Tunesien | 1:1      | Algerien |
| Gesamt: | Algerien | 2:1      | Tunesien |

| Datum   |         | Ergebnis |         |
| ------- | ------- | -------- | ------- |
| 1987    | Kamerun | 5:1      | Uganda  |
| 1987    | Uganda  | 3:1      | Kamerun |
| Gesamt: | Kamerun | 6:4      | Uganda  |

| Datum   |          | Ergebnis |          |
| ------- | -------- | -------- | -------- |
| 1987    | Sudan    | 1:0      | Tansania |
| 1987    | Tansania | 1:1      | Sudan    |
| Gesamt: | Sudan    | 2:1      | Tansania |

| Datum   |                     | Ergebnis |                     |
| ------- | ------------------- | -------- | ------------------- |
| 1987    | Elfenbeinküste      | 2:0      | Volksrepublik Kongo |
| 1987    | Volksrepublik Kongo | 1:2      | Elfenbeinküste      |
| Gesamt: | Elfenbeinküste      | 4:1      | Volksrepublik Kongo |

| Datum   |         | Ergebnis |         |
| ------- | ------- | -------- | ------- |
| 1987    | Nigeria | 2:0      | Togo    |
| 1987    | Togo    | 1:1      | Nigeria |
| Gesamt: | Nigeria | 3:1      | Togo    |

| Datum   |              | Ergebnis |              |
| ------- | ------------ | -------- | ------------ |
| 1987    | Ghana        | 1:2      | Sierra Leone |
| 1987    | Sierra Leone | 0:0      | Ghana        |
| Gesamt: | Ghana        | 1:2      | Sierra Leone |

| Datum   |         | Ergebnis |         |
| ------- | ------- | -------- | ------- |
| 1987    | Senegal | 4:0      | Guinea  |
| 1987    | Guinea  | 0:0      | Senegal |
| Gesamt: | Senegal | 4:0      | Guinea  |

| Datum   |        | Ergebnis |        |
| ------- | ------ | -------- | ------ |
| 1987    | Zaire  | 3:0      | Angola |
| 1987    | Angola | 1:0      | Zaire  |
| Gesamt: | Zaire  | 3:1      | Angola |

| Datum   |          | Ergebnis |          |
| ------- | -------- | -------- | -------- |
| 1987    | Mosambik | 1:1      | Simbabwe |
| 1987    | Simbabwe | 3:2      | Mosambik |
| Gesamt: | Mosambik | 3:4      | Simbabwe |

| Datum   |            | Ergebnis |            |
| ------- | ---------- | -------- | ---------- |
| 1987    | Kenia      | 2:0      | Madagaskar |
| 1987    | Madagaskar | 2:1      | Kenia      |
| Gesamt: | Kenia      | 3:2      | Madagaskar |

### Zweite Hauptrunde
| Datum |          | Ergebnis |                      |
| ----- | -------- | -------- | -------------------- |
| 1987  | Algerien |          | Libyen zurückgezogen |

| Datum   |         | Ergebnis |         |
| ------- | ------- | -------- | ------- |
| 1987    | Kamerun | 2:0      | Sudan   |
| 1987    | Sudan   | 1:0      | Kamerun |
| Gesamt: | Kamerun | 2:1      | Sudan   |

| Datum   |                | Ergebnis |                |
| ------- | -------------- | -------- | -------------- |
| 1987    | Malawi         | 1:2      | Elfenbeinküste |
| 1987    | Elfenbeinküste | 2:0      | Malawi         |
| Gesamt: | Malawi         | 1:4      | Elfenbeinküste |

| Datum   |              | Ergebnis |              |
| ------- | ------------ | -------- | ------------ |
| 1987    | Nigeria      | 3:0      | Sierra Leone |
| 1987    | Sierra Leone | 2:0      | Nigeria      |
| Gesamt: | Nigeria      | 3:2      | Sierra Leone |

| Datum   |         | Ergebnis        |         |
| ------- | ------- | --------------- | ------- |
| 1987    | Senegal | 0:0             | Zaire   |
| 1987    | Zaire   | 0:0             | Senegal |
| Gesamt: | Senegal | 0:0 (2:4 i. E.) | Zaire   |

| Datum   |          | Ergebnis  |          |
| ------- | -------- | --------- | -------- |
| 1987    | Simbabwe | 1:1       | Kenia    |
| 1987    | Kenia    | 0:0       | Simbabwe |
| Gesamt: | Simbabwe | (a)1:1(a) | Kenia    |

Automatisch qualifiziert:
- Ägypten (Titelverteidiger)
- Marokko (Gastgeber)